# Оскар (92-га церемонія вручення)
92-га церемонія вручення нагород премії «Оскар» Академії кінематографічних мистецтв і наук за досягнення в галузі кінематографа за 2019 рік відбулася 9 лютого 2020 року в театрі «Долбі» в Лос-Анджелесі, Каліфорнія, США. Трансляція в прямому ефірі почалася о 03:00 за київським часом (17:00 PT / 20:00 ET) у США в телевізійній мережі ABC, в Україні — на телеканалі «Україна», а також у більш ніж 225 країнах світу. Церемонія вручення Оскарів другий рік поспіль пройшла без ведучого. Прямий ефір Twitter став доступний на вебсайті www.twitter.com/theacademy.

## Інформація про церемонію
23 квітня 2019 року Радою керівників Академії внесені зміни до правил:
- назву категорії «Найкращий фільм іноземною мовою» (англ. Best Foreign Language Film) змінять на «Найкращий міжнародний художній фільм» (англ. Best International Feature Film)
- кількість номінантів у категорії «За найкращий грим та зачіски» збільшиться з трьох до п'яти, а короткий список зросте з семи до десяти.
- кваліфікацію для категорій «Премія «Оскар» за найкращий анімаційний короткометражний фільм» та «Премія «Оскар» за найкращий ігровий короткометражний фільм» можна пройти у театрах міста Нью-Йорк, або в окрузі Лос-Анджелес.

Карі Берк — президент АВС, що проводить трансляції «Оскарів», 8 січня 2020 року офіційно підтвердила про відсутність ведучого на «Оскарі» 2020 року.

### Веганське меню
Вперше за всю історію премії учасників церемонії пригощали переважно веганською їжею. Веганське меню було запропоновано Хоакіном Феніксом. Він перед цим запропонував веганське меню і на іншій кіноцеремонії — Золотий глобус.

## Перебіг церемонії
У 2018 році Рада керівників Академії проголосувала за перенесення церемонії з кінця лютого на початок лютого.
| Дата                     | Подія                                           |
| Неділя, 27 жовтня 2019   | Церемонія вручення спеціальних нагород          |
| Четвер, 2 січня 2020     | Голосування номінацій (початок)                 |
| Вівторок, 7 січня 2020   | Голосування номінацій (завершення)              |
| Понеділок, 13 січня 2020 | Оголошення номінантів                           |
| Понеділок, 27 січня 2020 | Сніданок номінантів                             |
| Четвер, 30 січня 2020    | Початок остаточного голосування                 |
| Вівторок, 4 лютого 2020  | Завершення остаточного голосування              |
| Неділя, 9 лютого 2020    | 92-га церемонія вручення нагород премії «Оскар» |

Переможці вказуються першими, виділяються жирним шрифтом та відмічені знаком «★». Прямий ефір Twitter. Текстова онлайн-трансляція на сайті «НВ».
| Найкращий фільм | Найкраща режисерська робота |
| --- | --- |
| - «Паразити» — Квак Сін Ае, Пон Джун Хо ★ - «Аутсайдери» — Джеймс Менголд, Дженно Топінг, Петро Чернін - «Ірландець» — Мартін Скорсезе, Джейн Розенталь, Роберт де Ніро, Емма Тіллінгер Коськоф - «Кролик Джоджо» — Тайка Вайтіті, Карфу Ніл - «Джокер» — Бредлі Купер, Емма Тіллінгер Коськоф, Тодд Філліпс - «Маленькі жінки» — Емі Паскаль - «Шлюбна історія» — Ной Баумбах, Девід Хейман - «1917» — Сем Мендес, Піппа Гарріс, Джейн-Ен Тенггрен, Каллум Макдугал - «Одного разу в… Голлівуді» — Квентін Тарантіно, Шеннон Макінтош, Девід Хейман | - Пон Джун Хо — «Паразити» ★ - Мартін Скорсезе — «Ірландець» - Тодд Філліпс — «Джокер» - Сем Мендес — «1917» - Квентін Тарантіно — «Одного разу в… Голлівуді» |
| Найкраща чоловіча роль | Найкраща жіноча роль |
| - Хоакін Фенікс — «Джокер» за роль Артура Флека / Джокера ★ - Антоніо Бандерас — «Біль і слава» за роль Сальвадора Малло - Леонардо Ді Капріо — «Одного разу в… Голлівуді» за роль Ріка Далтона - Адам Драйвер — «Шлюбна історія» за роль Чарлі Барбера - Джонатан Прайс — «Два Папи» за роль кардинала Хорхе Маріо Бергольйо | - Рене Зеллвегер — «Джуді» за роль Джуді Ґарленд ★ - Синтія Еріво — «Гарріет» за роль Гаррієти Табмен - Скарлетт Йоганссон — «Шлюбна історія» за роль Ніколь Барбер - Сірша Ронан — «Маленькі жінки» за роль Джозефіни Марч - Шарліз Терон — «Секс-бомба» за роль Мегін Келлі |
| Найкраща чоловіча роль другого плану | Найкраща жіноча роль другого плану |
| - Бред Пітт — «Одного разу в… Голлівуді» за роль Кліфа Бута ★ - Том Генкс — «Чудовий день у нашому районі» за роль Фреда Роджерса - Ентоні Гопкінс — «Два Папи» за роль Бенедикта XVI - Аль Пачіно — «Ірландець» за роль Джиммі Хоффа - Джо Пеші — «Ірландець» за роль Рассела Буфаліно | - Лора Дерн — «Шлюбна історія» за роль Нора Феншоу ★ - Кеті Бейтс — «Річард Джуелл» за роль Барбари Джуелл - Скарлетт Йоганссон — «Кролик Джоджо» за роль Розі Бетцлер - Флоренс П'ю — «Маленькі жінки» за роль Емі Марч - Марго Роббі — «Секс-бомба» за роль Кайли Поспісіл |
| Найкращий оригінальний сценарій | Найкращий адаптований сценарій |
| - «Паразити» — Хан Джин-Вон, Пон Джун Хо ★ - «Ножі наголо» — Раян Джонсон - «Шлюбна історія» — Ной Баумбах - «1917» — Сем Мендес, Крісті Вілсон-Кернс - «Одного разу в… Голлівуді» — Квентін Тарантіно | - «Кролик Джоджо» — Тайка Вайтіті за романом «Заґратовані небеса» Крістін Лененс ★ - «Ірландець» — Стівен Заіллян за книгою «Чув, як ти фарбуєш будинки» Чарльза Брандта - «Джокер» — Тодд Філліпс, Скотт Сільвер за персонажем Джокер, створеного Біллом Фінґером, Бобом Кейном та Джеррі Робінсоном - «Маленькі жінки» — Ґрета Ґервіґ за однойменним романом Луїзи Мей Олкотт - «Два Папи» — Ентоні Маккартен за п'єсою «Папа» Ентоні Мак-Картена |
| Найкращий анімаційний повнометражний фільм | Найкращий міжнародний художній фільм |
| - «Історія іграшок 4» — Джош Кулі, Йонас Рівера, Марк Нільсен ★ - «Клаус» — Серхіо Паблос, Джинко Гото, Маріса Роман - «Як приборкати дракона 3: Прихований світ» — Дін ДеБлуа, Бонні Арнольд, Бред Льюїс - «Я втратив своє тіло» — Джеремі Клапін, Марк дю Понтавік - «Містер Лінк: загублена ланка еволюції» — Кріс Батлер, Аріанна Сатнер, Тревіс Найт | - «Паразити», реж. Пон Джун Хо ★ - «Корпус Крісті», реж. Ян Комаса - «Медова земля», реж. Тамара Котевска та Любомир Стефанов - «Знедолені», реж. Ладж Лі - «Біль та слава», реж. Педро Альмодовар |
| Найкращий документальний повнометражний фільм | Найкращий документальний короткометражний фільм |
| - «Американська фабрика» — Стівен Бонар, Джулія Райхерт, Джефф Райхерт ★ - «Печера» — Ферас Фаяд, Крістін Барфод, Сиґрід Діекжор - «Край демократії» — Шейн Борис, Тіаго Паван, Петра Коста, Джоанна Натасегара - «Для Сами» — Вад Аль-Катеаб, Едвард Воттс - «Медова земля» — Тамара Котевска, Любомир Стефанов, Атанас Георгієв | - «Навчитися кататись на скейтборді в зоні бойових дій (якщо ви дівчина)» — Керрол Дайсінгер, Олена Андрейчева ★ - «За відсутності» — Yi Seung-Jun, Gary Byung-Seok Kam - «Життя наздоганяє мене» — Джон Гаптас, Крістін Самуельсон - «Супермен з Сент-Луїса» — Смріті Мундра та Самі-хан - ««Йди, біжи, Ча-ча» — Лаура Нікс та Колетт Сандштедт |
| Найкращий ігровий короткометражний фільм | Найкращий анімаційний короткометражний фільм |
| - «Вікно сусідів» — Маршалл Каррі ★ - «Братство» — Меріам Жубер, Марія Грація Турген - «Футбольний клуб Нефта» — Ів Піат, Демієн Мегербі - «Сестра» — Дельфін Жирард - Сарія — Браян Баклі, Метт Лефевр | - «Любов до волосся» — Метью А. Черрі, Карен Руперт Толівер ★ - «Донька» — Дарія Кащеєва - «Кітбуль» — Розана Салліван, Кетрін Гендріксон - «Памʼятний» — Бруно Коллет та Жан-Франсуа Ле Корре - «Сестра» — Сікі Сонг |
| Найкраща музика до фільму | Найкраща пісня до фільму |
| - «Джокер» — Гільдур Ґуднадоттір ★ - «Маленькі жінки» — Александр Деспла - «Шлюбна історія» — Ренді Ньюман - «1917» — Томас Ньюман - «Зоряні війни: Скайвокер. Сходження» — Джон Вільямс | - (I'm Gonna) Love Me Again — «Рокетмен» — музика: Елтон Джон, слова: Берні Топін ★ - I Can't Let You Throw Yourself Away — «Історія іграшок 4» — музика і слова: Ренді Ньюман - I'm Standing with You — «Прорив» — музика і слова: Діана Воррен - Into the Unknown — «Крижане серце 2» — музика і слова: Крістен Андерсон-Лопес та Роберт Лопес - Stand Up — «Гарріет» — музика і слова: Джошуа Браян Кемпбелл та Синтія Еріво                     |
| Найкращий звуковий монтаж | Найкращий звук |
| - «Аутсайдери» — Дональд Сильвестр ★ - «Джокер» — Алан Роберт Мюррей - «1917» — Олівер Тарні, Рейчел Тейт - «Одного разу в… Голлівуді» — Вілі Стейтман - «Зоряні війни: Скайвокер. Сходження» — Меттью Вуд та Девід Акорд | - «1917» — Марк Тейлор, Стюарт Вілсон ★ - «До зірок» — Гері Ридстром, Том Джонсон, Марк Улано - «Аутсайдери» — Девід Джаммарко, Пол Мейсі, Стів А. Морроу - «Джокер» — Том Озанич, Дін А. Зупанчіч, Тод А. Мейтленд - «Одного разу в… Голлівуді» — Крістіан П. Мінклер, Майкл Мінклер, Марк Улано |
| Найкраща робота художника-постановника | Найкраща операторська робота |
| - «Одного разу в… Голлівуді» — постановник: Барбара Лінг, декоратор: Ненсі Хей ★ - «Ірландець» — постановник: Боб Шоу, декоратор: Регіна Грейвс - «Кролик Джоджо» — постановник: Ра Вінсент, декоратор: Нора Сопкова - «1917» — постановник: Денніс Гасснер, декоратор: Лі Сандалес - «Паразити» — постановник: Лі Ха-Джун, декоратор: Чо Вон-Ву | - «1917» — Роджер Дікінс ★ - «Ірландець» — Родріго Пріето - «Джокер» — Лоуренс Шер - «Маяк» — Ярін Блашке - «Одного разу в… Голлівуді» — Роберт Річардсон |
| Найкращий грим та зачіски | Дизайн костюмів |
| - «Секс-бомба» — Казухіро Цуджі, Енн Морган, Вівіан Бейкер ★ - «Джокер» — Нікі Ледерманн, Кей Георгіу - «Джуді» — Джеремі Вудхед - «Чаклунка: Володарка темряви» — Пол Гуч, Арджен Туйтен, Девід Вайт - «1917» — Наомі Донн, Трістан Верслуйс, Ребека Коул | - «Маленькі жінки» — Жаклін Дурран ★ - «Ірландець» — Крістофер Петерсон, Сенді Пауелл - «Кролик Джоджо» — Майєс С. Рубео - «Джокер» — Марк Брідж - «Одного разу в… Голлівуді» — Аріанна Філіпс |
| Найкращий монтаж | Найкращі візуальні ефекти |
| - «Аутсайдери» — Ендрю Бакленд, Майкл МакКускер ★ - «Ірландець» — Тельма Скунмейкер - «Кролик Джоджо» — Том Іглз - «Джокер» — Джефф Грот - «Паразити» — Ян Цзіньмо | - «1917» — Домінік Тухі, Гійом Рошрон, Грег Батлер ★ - «Месники: Завершення» — Ден Деліу, Метт Ейткен, Рассел Ерл, Ден Судік - «Ірландець» — Пабло Гельман, Леандро Естебекорена, Стефан Граблі, Нельсон Сепульведа - «Король Лев» — Елліот Ньюмен, Роберт Легато, Адам Вальдес, Ендрю Р. Джонс - «Зоряні війни: Скайвокер. Сходження» — Домінік Тухі, Роджер Гіетт, Ніл Сканлан, Патрік Тубах                                                      |

## Фільми з кількома номінаціями та нагородами
На 92-й церемонії вручення премії «Оскар» 53 фільми отримали 124 номінації.
| Номінації | Фільм                                | Нагороди |
| --------- | ------------------------------------ | -------- |
| 11        | «Джокер»                             | 2        |
| 10        | «1917»                               | 3        |
| 10        | «Ірландець»                          | —        |
| 10        | «Одного разу в… Голлівуді»           | 2        |
| 6         | «Кролик Джоджо»                      | 1        |
| 6         | «Маленькі жінки»                     | 1        |
| 6         | «Паразити»                           | 4        |
| 6         | «Шлюбна історія»                     | 1        |
| 4         | «Аутсайдери»                         | 2        |
| 3         | «Два Папи»                           | —        |
| 3         | «Зоряні війни: Скайвокер. Сходження» | —        |
| 3         | «Секс-бомба»                         | 1        |
| 2         | «Біль і слава»                       | —        |
| 2         | «Гарріет»                            | —        |
| 2         | «Джуді»                              | 1        |
| 2         | «Історія іграшок 4»                  | 1        |
| 2         | «Медова земля»                       | —        |

## Додаткові ведучі
Особи, що вручали нагороди на церемонії. Вказані за порядком появи.
| Ім'я та прізвище                    | Роль |
| ----------------------------------- | --- |
| Стів Мартін Кріс Рок                | здійснили відкриття комедійним діалогом та представили ведучу Реджину Кінг                                                  |
| Реджина Кінг                        | ведуча нагородження за «Найкращу чоловічу роль другого плану»                                                               |
| Біані Фельдштейн                    | представила ведучу Мінді Калінг                                                                                             |
| Мінді Калінг                        | ведуча нагороджень за «Найкращий анімаційний короткометражний фільм», «Найкращий анімаційний повнометражний фільм»          |
| Джош Ґад                            | |
| Келлі Марі Тран                     | представила ведучих Даян Кітон та Кіану Рівза                                                                               |
| Даян Кітон Кіану Рівз               | ведучі нагородження за «Найкращий оригінальний сценарій»                                                                    |
| Тімоті Шалеме Наталі Портман        | ведучі нагородження за «Найкращий адаптований сценарій»                                                                     |
| Шая Лабаф Зак Готцаген              | ведучі нагородження за «Найкращий ігровий короткометражний фільм»                                                           |
| Крістен Віг Мая Рудольф             | ведучі нагороджень за «Найкращу роботу художника-постановника» та «Найкращий дизайн костюмів»                               |
| Марк Раффало                        | ведучий нагороджень за «Найкращий документальний короткометражний фільм» та «Найкращий документальний повнометражний фільм» |
| Магершала Алі                       | ведучий нагородження за «Найкращу жіночу роль другого плану»                                                                |
| Ентоні Рамос                        | представив ведучого Лін-Мануеля Міранда                                                                                     |
| Лін-Мануель Міранда                 | ведучий монтажу «Музика у фільмі»                                                                                           |
| Оскар Айзек Сальма Гаєк             | ведучі нагороджень за «Найкращий звуковий монтаж» та «Найкращий звук»                                                       |
| Уткарш Амбудкар                     | представив ведучих Вілла Ферелла та Джулію Луї-Дрейфус                                                                      |
| Вілл Ферелл Джулія Луї-Дрейфус      | ведучі нагороджень за «Найкращу операторську роботу» та «Найкращий монтаж»                                                  |
| Том Генкс                           | ведучій сегменту, в якому оголошується про відкриття «Музея кіно Академії кіномистецтв і наук»                              |
| Зазі Бітц                           | ведуча виступу «Найкращої пісні до фільму» номінантки «Stand Up»                                                            |
| Джеймс Корден Ребел Вілсон          | ведучі нагородження за «Найкращі візуальні ефекти»                                                                          |
| Сандра О Рей Романо                 | ведучі нагородження за «Найкращий грим та зачіски»                                                                          |
| Пенелопа Крус                       | ведуча нагородження за «Найкращий міжнародний художній фільм»                                                               |
| Тайка Вайтіті                       | представив ведучих Брі Ларсон, Галь Гадот, Сігурні Вівер                                                                    |
| Брі Ларсон Галь Гадот Сігурні Вівер | ведучі нагороджень за «Найкращу музику до фільму», «Найкращу пісню до фільму»                                               |
| Спайк Лі                            | ведучий нагородження за «Найкращу режисерську роботу»                                                                       |
| Стівен Спілберг                     | ведучий данини «В пам’яті»                                                                                                  |
| Джордж МакКей                       | представив ведучу Олівію Колман                                                                                             |
| Олівія Колман                       | ведуча нагородження за «Найкращу чоловічу роль»                                                                             |
| Рамі Малек                          | ведучий нагородження за «Найкращу жіночу роль»                                                                              |
| Джейн Фонда                         | ведуча нагородження за «Найкращий фільм»                                                                                    |

## Виконавці
Під час трансляції нагород будуть виконані усі п'ять цьогорічних оригінальних пісень, що призначені на «Оскар».
| Ім'я | Роль       | Виконання                                                                            |
| --- | ---------- | ------------------------------------------------------------------------------------ |
| Синтія Еріво | Виконавиця | «Stand Up» — «Гарріет»                                                               |
| Елтон Джон | Виконавець | «(I'm Gonna) Love Me Again» — «Рокетмен»                                             |
| Аврора Ідіна Мензел Марія Лусія Розенберг Віллемійн Веркайк Такако Мацу Кармен Сараї Ліза Стокке Катажина Ласка Анна Бутурліна Гізела Вічаяні Пірклін | Виконавці  | «Into the Unknown» — «Крижане серце 2»                                               |
| Кріссі Метз | Виконавиця | «I'm Standing with You» — «Прорив»                                                   |
| Ренді Ньюман | Виконавець | «I Can't Let You Throw Yourself Away»– «Історія іграшок 4»                           |
| Eminem | Виконавець | «Lose Yourself»                                                                      |
| Жанель Моне Біллі Портер | Виконавці  | «Won't You Be My Neighbor?» «Come Alive (The War of the Roses)» «I'm Still Standing» |
| Уткарш Амбудкар | Виконавець | «Oscars Recap Rap»                                                                   |
| Біллі Айліш | Виконавиця | «Yesterday» (під час данині «В пам'яті»)                                             |

## «В пам'яті»
Щорічний сегмент «В пам'яті» (лат. In Memoriam) представив Стівен Спілберг. Співачка Біллі Айліш та музикант Фіннеас О'Коннелл під час данини виконали пісню The Beatles «Yesterday». Проте були пропущені Люк Перрі, Сід Хейг, Камерон Бойс та інші на церемонії в прямому ефірі. Довший список із включенням цих та інших осіб є на сайті Академії.
- Андре Превін — американський диригент, піаніст і композитор
- Анна Каріна — данська і французька акторка театру і кіно, кінорежисерка
- Аньєс Варда — французька кінорежисерка, сценаристка і продюсерка художнього і документального кіно
- Бібі Андерссон — шведська кіноакторка
- Денні Аєлло — американський актор
- Донн Алан Пеннебейкер — американський режисер-документаліст
- Доріс Дей — американська акторка й співачка
- Кірк Дуглас — американський актор і військовий, має білоруське та єврейське коріння
- Кобі Браянт — спортсмен, продюсер
- Кьо Мачіко — японська акторка
- Пітер Мейг'ю — британський і американський актор
- Пітер Фонда — актор, кінорежисер, сценарист, продюсер
- Ріп Торн — американський актор
- Роберт Форстер — американський актор
- Рутгер Гауер — нідерландський і американський актор, продюсер, режисер та сценарист
- Стенлі Донен — американський кінорежисер, продюсер і хореограф
- Террі Джонс — британський комедійний актор, режисер, сценарист, композитор та дитячий письменник
- Франко Дзефіреллі — італійський кінорежисер та сценарист
- Елвін Сарджент[en] — американський сценарист
- Анна Удварди[en] — угорська продюсерка
- Барбара Гаммер — американська режисерка-феміністка
- Баррі Малкін[en] — монтажер
- Бен Баренхольц[en] — дистриб'ютор, виконавчий директор, виробник
- Бранко Лустіг — хорватський кінопродюсер
- Бак Генрі[en] — письменник, актор, режисер
- Кетрін Бернс[en] — американська акторка
- Девід Фостер[en] — американський кінопродюсер
- Декер В. Пікер[en] — продюсер, виконавчий директор
- Даян Керролл — американська акторка, співачка
- Фернандо Луян[en] — мексиканський актор
- Годфрі Ґао — тайваньсько-канадський актор
- Гарріет Франк-молодша[en] — американська сценаристка та продюсерка
- Джеймс Р. Олександр[en] — американський звукорежисер
- Джон Брілі[en] — американський письменник
- Джон Сінглтон[en] — американський кінорежисер, сценарист, продюсер та актор
- Джон Візерспун — американський актор і комік
- Джосс Вільямс[en] — спецефекти
- Леонард Голдберг[en] — американський кіно- і телевізійний продюсер
- Майкл Лінн[en] — американський кінорежисер
- Пол ЛеБлан[en] — канадський візажист
- П'єро Тосі[en] — італійський дизайнер костюмів
- Річард Вільямс[en] — канадсько-британський аніматор, голосовий актор, режисер та письменник
- Роберт Еванс[en] — американський кінопродюсер
- Сеймур Кассель[en] — американський актор
- Сид Рамін[en] — американський аранжувальник і композитор
- Сідні Шейнберг[en] — керівник, продюсер
- Стів Голін[en] — американський продюсер
- Сід Мід — американський промисловий дизайнер та неофутуристичний художник — концептуаліст
- Сильвія Майлз[en] — американська акторка
- Вільям Дж. Кребер[en] — артдиректор, художник-постановник
- Патрісія Блау — майстриня візуальних ефектів
- Берні Поллак — дизайнер костюмів
- Джин Воррен-молодший — спеціальні ефекти, візуальні ефекти
- Мішель Гіш — режисер кастингу
- Кеннет Вокер — візажист
- Бернар Шеври — продюсер
- Джеррі Сміт — керівник відділу маркетингу

## Спеціальні відзнаки
27 жовтня 2019 року Академія провела свою 11-ту щорічну церемонію Governors Awards, де було вручено такі нагороди:
| Почесний «Оскар» «За її провокаційне порушення політичних та соціальних норм, поставлених з відвагою через обрану зброю: об'єктив камери.» | Ліна Вертмюллер італійська кінорежисерка та сценаристка,                        |
| Почесний «Оскар» «За безстрашне порушення меж у виконанні свого єдиного кінематографічного бачення.»                                       | Девід Лінч американський кінорежисер, музикант, художник і актор,               |
| Почесний «Оскар» «Як визнання сили та ремесла він приносить у свої незабутні образи фільму і за непохитну підтримку спільноти індіанців.»  | Вес Стьюді черокі-американський актор,                                          |
| Нагорода імені Джина Гершолта | Джина Девіс американська акторка, продюсерка, сценаристка і колишня фотомодель, |